# Buzzer Beater (manga)
Buzzer Beater (ブザービーター?, Buzā Bītā) è un manga spokon dedicato alla pallacanestro, scritto e illustrato da Takehiko Inoue. La serie ha debuttato su Internet come webcomic ed è stata in seguito pubblicata su carta stampata da Shūeisha, serializzata sulla rivista Monthly Shōnen Jump. Può essere letto sul sito di Inoue in giapponese, inglese, cinese e coreano.
Buzzer Beater è il secondo manga di Inoue ad incentrarsi sulla pallacanestro, a seguito della sua famosa serie Slam Dunk. Il nome del manga deriva dal termine utilizzato quando un canestro viene segnato nel momento in cui finisce un tempo di gioco. La storia narra di un team di pallacanestro della Terra assemblato per partecipare in una competizione intergalattica di pallacanestro.
Buzzer Beater è inoltre la seconda serie di Inoue ad essere adattata in un anime. una serie di 13 episodi è stata prodotta dalla TMS Entertainment e trasmessa sul canale WOWOW dal 5 febbraio al 7 maggio 2005. Una seconda serie di 13 episodi, continuando la storia e anch'essa animata dalla TMS, è andata in onda sulla Nippon Television dal 4 luglio al 26 settembre 2007. Entrambe sono state supervisionate da Inoue. Le serie televisive includono personaggi ed elementi che erano stati solo accennati o non apparsi realmente nel manga.
Da questa serie è stato inoltre preso lo spunto per la realizzazione di un dorama intitolato Buzzer Beat andato in onda nel 2009 e interpretato da Tomohisa Yamashita; la serie televisiva live action cambia l'ambientazione "extraterrestre" per concentrarsi invece sulla storia sentimentale e sportiva del protagonista maschile.

## Personaggi
Hideyoshi
Maglia #:1
Posizione: Guardia

I personaggi nell'anime

Un orfano di strada e impetuoso quattordicenne che è sopravvissuto nelle strade giocando con maestria nella pallacanestro degli adulti con le sue fenomenali capacità. È stato selezionato per il team Terra All-Star a causa della sua velocità sovrumana. Hideyoshi tende ad avere emicranie paralizzanti durante gli allenamenti o le partite. La causa viene rivelata in seguito da DT, ed è un corno, che sta spuntando poiché in realtà Hideyoshi è un Goran. Indossa un polsino fatto di un particolare materiale elastico trovato solamente sul pianeta Goru, l'unico ricordo dei suoi genitori.
Cha-che
Maglia #:2
Posizione: Guardia tiratrice
La teenager nipote del creatore del team, Yoshimune. È una tiratrice eccellente, evidente quando centra un tiro da metà campo contro Maru nell'allenamento. Centra due canestri da 10 punti all'inizio della partita contro gli Swallows, il primo team che incontrano.
DT
Maglia#:9
Posizione: Guardia
La migliore guardia della Terra, con velocità e gioco incredibili. "DT" è un soprannome che si è dato da solo, e fa riferimento alla sua capacità di porre compagni e avversari in uno periodo di sogno (Dream Time) quando gioca. Ha un'amichevole rivalità con Hideyoshi, simile a quella di Sakuragi e Rukawa di Slam Dunk. DT era un Goran, ma ruppe i suoi corni quando iniziarono a spuntare da adolescente. Per questo indossa il suo tipico cappello con teschio per nascondere le cicatrici. DT è in qualche modo un donnaiolo, infiltrando ragazze nella sua stanza nei sei mesi di allenamento che il team della Terra ha affrontato prima di competere galatticamente.
Ivan
Maglia#:55
Posizione: Ala grande
Un quindicenne che sembra un adulto. Ha incontrato Hideyoshi durante le eliminatorie per reclutare i giocatori. È il campione di bloccaggio.
Maru
Maglia#:7
Posizione: Guardia tiratrice
Un abile tiratore. È un padre affezionato ed adora tantissimo i suoi figli.
Mo
Maglia#:35
Posizione: Centro
Un ex-lottatore di sumo. È alto 220 cm. ed un mostro sotto canestro con il suo fisico e le sue capacità.
Rose
Maglia#:8
Posizione: Guardia
È elegante vestito di viola. Perde contro Dt nell'incontro delle Guardie a causa del suo carattere. Non partecipa alla gara contro gli Swallows a causa di una ferita.
Lazuli
Maglia#:21
Posizione: Ala piccola
Un giocatore alto che si rivela essere una donna. Lazuli è un'ammiratrice di Apiru, l'asso degli Swallows che a sua volta si rivela essere donna.
Han
Maglia#:12(manga), #5(anime)
Position: Guardia/ala piccola
È una guardia alta, alta abbastanza da poter essere un centro, secondo solo a Mo in termini di altezza . È nel team a causa delle sue eleganti capacità di muovere la palla. È calmo nell'incontro con DT per la posizione di guardia, ma incapace di mostrare le sue vere abilità. Viene usato come ala piccola nell'incontro con gli Swallows. Nell'anime il suo numero è numero 5.
Yoshimune
Il milionario estremamente ricco che ha presenziato al reclutamento e alla formazione del team della Terra per vincere la lega Intergalattica. Nonostante abbia 77 anni, è ancora vigoroso e ha un ruolo attivo nel dirigere l'allenamento del team e le sue partite.
Liz Murdoch
Liz è il coach del team, ed è mezza Goran. Suo padre, Mr. Murdoch, è il presidente Goran della Lega Intergalattica della Pallacanestro.
Altri personaggi
Ci sono altri tre giocatori alternativi del team che non vengono mai nominati.